# Souphanouvong
Il principe Souphanouvong, in lingua lao: ສຸພານຸວົງ, trascrivibile Suphanuvòng (Luang Prabang, 13 luglio 1909 – Vientiane, 9 gennaio 1995), è stato un rivoluzionario e politico laotiano.
Rampollo di un'importante famiglia nobiliare legata alla casa reale di Luang Prabang, la sua adesione al marxismo gli procurò il soprannome Principe Rosso. Fu uno dei protagonisti delle lotte per l'indipendenza del Laos, che nel 1893 era stato colonizzato e posto sotto l'amministrazione dell'Indocina francese. 
Eccellente conversatore ed uomo di grande cultura (parlava otto lingue e conosceva sia il latino che il greco antico), l'Università di Luang Prabang è stata rinominata Università Souphanouvong in suo onore. 

## Biografia
Era il più giovane dei 22 figli di Bunkhong, l'ultimo viceré del Regno di Luang Prabang. La madre era la cittadina comune Mon Kham Uan. Furono suoi fratellastri Souvanna Phouma e Phetsarath Rattanavongsa (figli di Bunkhong e di una rappresentante della famiglia reale laotiana), a loro volta protagonisti delle vicende che portarono all'indipendenza del paese.

### Ideologia maturata in Francia e in Vietnam
Fu educato prima ad Hanoi e poi a Parigi, dove studiò ingegneria civile. In Francia divenne un simpatizzante del Fronte Popolare, la coalizione delle sinistre nata nel 1934, e maturò le sue simpatie per il comunismo l'anno dopo la laurea, mentre lavorava nel porto di Le Havre. Al suo ritorno in patria, le autorità coloniali francesi lo inviarono a lavorare come ingegnere civile a Nha Trang, in Vietnam. Durante il soggiorno in questo Paese, che si protrasse fino alla fine della seconda guerra mondiale, si avvicinò alle posizioni del Viet Minh, movimento indipendentista di matrice comunista capeggiato da Ho Chi Minh.

### Lao Issara
Le armate dell'Impero del Giappone occuparono il Laos nel marzo 1945, imprigionando o disperdendo i francesi, e l'8 aprile obbligarono il filo-francese re Sisavang Vong a proclamare l'indipendenza del paese. Al principe Phetsarath Rattanavongsa, fratellastro di Souphanouvong, furono assegnate la cariche di primo ministro e viceré. Con la capitolazione giapponese del 15 agosto, le truppe di Tokyo si ritirarono ed il 28 agosto Phetsarath inviò un comunicato ai governatori delle province che confermava l'indipendenza del paese. Il 15 settembre, Phetsarath proclamò la riunificazione del regno con capitale a Vientiane, malgrado la presenza di truppe franco-laotiane, ed annunciò l'imminente formazione di un Parlamento.
Il 7 ottobre 1945, Souphanouvong tornò in Laos con una delegazione di Viet Minh e si incontrò a Savannakhet con i partigiani guidati da Boun Oum, il principe di Champasak, che erano appena rientrati dall'esilio ed avevano preso il controllo della Provincia di Champasak. I due gruppi strinsero alleanza militare e formarono il Comitato del Laos Indipendente. Souphanouvong tornò verso nord occupando Thakhek e giungendo poi a Vientiane, dove il 15 ottobre si era installato il governo rivoluzionario chiamato Lao Issara. Il re Sisavang Vong era rimasto fedele ai francesi ed inviò una lettera di licenziamento a Phetsarath dalle cariche di primo ministro e viceré. Il principe accettò le dimissioni ma gli altri membri del governo iniziarono le ostilità contro la monarchia. Il 12 ottobre fondarono il Lao Issara e promulgarono la Costituzione provvisoria che istituiva la Repubblica del Pathet Lao e destituiva la monarchia. A capo del governo del Lao Issara fu posto il governatore di Vientiane Xieng Mao, mentre la presidenza della repubblica fu affidata a Phetsarath. Nel movimento confluì il Comitato del Laos Indipendente di Souphanouvong, che venne nominato ministro della Difesa e capo dell'esercito, e subito siglò un'alleanza militare con il governo Viet Minh di Ho Chi Minh.
Il nuovo governo era nato su basi instabili, alcune province settentrionali erano presidiate da truppe cinesi, incaricate di arrestare i giapponesi, ed altre erano rimaste in mano alla guerriglia francese, con cui collaboravano membri dell'etnia hmong. Lo stesso Boun Oum di Champasak, pur alleato con Souphanouvong, dimostrava la sua simpatia per i francesi. Tra gli altri problemi che minavano la stabilità del Lao Issara, il più grave era quello economico: le casse dello Stato erano vuote e mancavano i soldi per pagare i funzionari. In gennaio iniziò il rapido declino del Lao Issara, la diplomazia di Parigi ottenne il ritiro delle truppe cinesi, che permise ai francesi la riconquista di Savannakhet e l'assedio di Thakhek, roccaforte di Souphanouvong, dove in una sola giornata persero la vita un migliaio di laotiani. In evidente difficoltà, il governo dovette abbandonare Vientiane e trasferirsi a Luang Prabang. Con le truppe francesi ormai prossime alla città, i membri del governo fuggirono in Thailandia ed il 23 aprile il sovrano tornò al potere. Dichiarò nulli tutti gli atti emanati dall'occupazione giapponese in poi ed accettò l'istituzione della monarchia costituzionale, sotto protettorato francese.

### Esilio a Bangkok
Il governo del Lao Issara si riformò in esilio a Bangkok, appoggiato dalla locale diplomazia che reclamava i diritti thai sui territori laotiani in mano ai francesi, ma gruppi sparsi di partigiani continuarono nel paese la resistenza contro i colonizzatori. Si rifugiarono ad Hanoi altri membri del movimento, tra cui i futuri capi del Partito Rivoluzionario del Popolo Lao Kaysone Phomvihane e Nouhak Phoumsavanh, convinti che l'indipendenza del Laos avrebbe potuto arrivare solo con l'appoggio dei nord-vietnamiti. Anche il comandante delle guarnigioni di Savannakhet Thao O Anourack si rifugiò ad Hanoi, dove accettò la proposta di fondare un comitato per la liberazione del Laos. Iniziò le operazioni militari nel nord del paese tenendosi in contatto con la dirigenza di Lao Issara di Bangkok.
Mentre continuava la lotta di resistenza degli indipendentisti, che effettuavano operazioni di guerriglia anche lungo la frontiera thailandese agli ordini di Souphanouvong, l'11 maggio 1947 fu promulgata la nuova Costituzione. Proclamava l'indipendenza del nuovo Regno del Laos sotto il protettorato dell'Unione francese, il nuovo organismo che controllava tutte le colonie francesi. Un colpo di Stato in Thailandia portò al potere una fazione favorevole alle trattative per ricomporre la disputa con i francesi, tale evento lasciò il governo del Lao Issara privo dell'appoggio ricevuto fino ad allora. L'ostilità di Phetsarath verso i Viet Minh portò ad attriti insanabili con Souphanouvong, che uscì dal direttivo.
Il lavoro della diplomazia francese con i moderati del Lao Issara in esilio convinse la maggior parte dei membri ad accettare l'amnistia offerta dal governo laotiano e a ritornare nel paese nell'ottobre del 1949. Tale evento segnò lo scioglimento del governo in esilio e del movimento stesso. Phetsarath rimase in Thailandia, ritirandosi dalla vita politica, mentre Souphanouvong continuò la lotta clandestina e raggiunse Kaysone Phomvihane e Nouhak Phoumsavanh nelle giungle nord-vietnamite, dove i guerriglieri locali avevano iniziato contro i francesi la guerra d'Indocina.

### Pathet Lao e guerra civile laotiana
Tra il 13 ed il 15 agosto del 1950 si tenne il Congresso dei Rappresentanti del Popolo Laotiano, convocato da Souphanouvong, che diede vita al movimento chiamato Pathet Lao. Il programma stilato nell'occasione prevedeva tra l'altro la sovranità e l'indipendenza del paese, l'uguaglianza fra tutte le etnie e l'unità coi popoli di Vietnam e Cambogia per la liberazione dell'Indocina. Tra il 1951 ed il 1952, sia il Pathet Lao, con l'aiuto dei nord-vietnamiti, che il Regno del Laos, con l'aiuto francese, formarono ed addestrarono un proprio esercito. Nell'aprile del 1953, un'armata di 40.000 Viet Minh, comandati dal generale Võ Nguyên Giáp e supportati da 2.000 militanti del Pathet Lao agli ordini di Souphanouvong, invasero il nord-est del Laos con lo scopo di prendere Luang Prabang e la Piana delle Giare. Furono respinti da 10.000 truppe reali affiancate da 3.000 regolari francesi. I ribelli in ripiegamento occuparono buona parte del nord-est e si insediarono nella Provincia di Xiangkhoang. Fu questo il segnale d'avvio della guerra civile laotiana, che avrebbe insanguinato il paese fino al 1975.

#### Fine della colonizzazione francese ed indipendenza del Laos
Nella primavera del 1954, truppe nord-vietnamite sconfissero il distaccamento francese nella battaglia di Dien Bien Phu, ponendo fine alla guerra d'Indocina e al dominio francese nel sud-est asiatico Indocina. Una delegazione del Pathet Lao fu presente alla Conferenza di Ginevra (1954), che sancì l'indipendenza del Laos, ma non venne accettata ai tavoli di trattativa. Le istanze dei comunisti laotiani furono presentate dai Viet Minh, che non ottennero il riconoscimento formale del Pathet Lao, ma gli assicurarono il diritto di presidiare le odierne province di Houaphan e Phongsali.

#### La "guerra segreta" americana
Dopo la caduta dei francesi, furono gli statunitensi che si presero in carico di finanziare il Governo Reale Laotiano e l'esercito del regno. Il conflitto divenne noto come guerra segreta per il ruolo che vi ebbero gli Stati Uniti, costretti ad agire nell'ombra in Laos dopo che la Conferenza di Ginevra del 1954 ne aveva dichiarato la neutralità. Agli inizi del 1955 fu istituita una missione operativa americana in Laos che pagò l'80% delle spese governative e la totalità delle spese militari. Ciò portò alla rottura delle trattative di riconciliazione nazionale tra il governo di Katay Don Sasorith ed il Pathet Lao, che boicottò le elezioni di quell'anno in segno di protesta per l'ingerenza americana.
Il dialogo con il governo riprese nel 1956 con il ritorno a primo ministro di Souvanna Phouma, fratellastro di Souphanouvong e leader della fazione che spingeva per l'unità nazionale. Il nuovo capo del governo concordò un cessate il fuoco con Souphanouvong, che pose come condizione il riconoscimento governativo della legittimità del Pathet Lao ad amministrare i territori che occupava. Parallelamente, un sostanzioso numero di truppe laotiane comuniste furono inviate in Vietnam del Nord ad addestrarsi. Per far naufragare queste operazioni, il servizio segreto statunitense della CIA finanziò nel 1957 una forza di 7.000 guerriglieri anti-comunisti di etnia hmong guidati dal generale Vang Pao, che si insediarono sulle colline intorno alla Piana delle Giare, occupata dal Pathet Lao. Questi guerriglieri costituirono per anni una spina nel fianco del Pathet Lao.
Nel 1957, il Pathet Lao restituì al Regno del Laos il controllo dell'area occupata, ottenendo in cambio l'inclusione di due ministri comunisti nel nuovo governo di unità nazionale guidato da Souvanna Phouma, uno dei quali fu lo stesso Souphanouvong, al quale fu affidato il Ministero della Pianificazione. Le elezioni del 1958 segnarono un notevole avanzamento del Pathet Lao, che mise in allarme gli Stati Uniti: Washington sospese gli aiuti al Regno del Laos e la crisi che seguì costrinse Souvanna Phouma alle dimissioni. Si instaurò un governo conservatore che nel 1959 pose Souphanouvong agli arresti insieme ad altri membri del Pathet Lao. L'anno successivo riuscì a fuggire convertendo alla sua causa le guardie carcerarie, e dopo un cammino di 300 km raggiunse i rifugi del Pathet Lao nel nord-est del paese, dove riprese a combattere.

#### Coinvolgimento nella guerra del Vietnam e bombardamenti americani

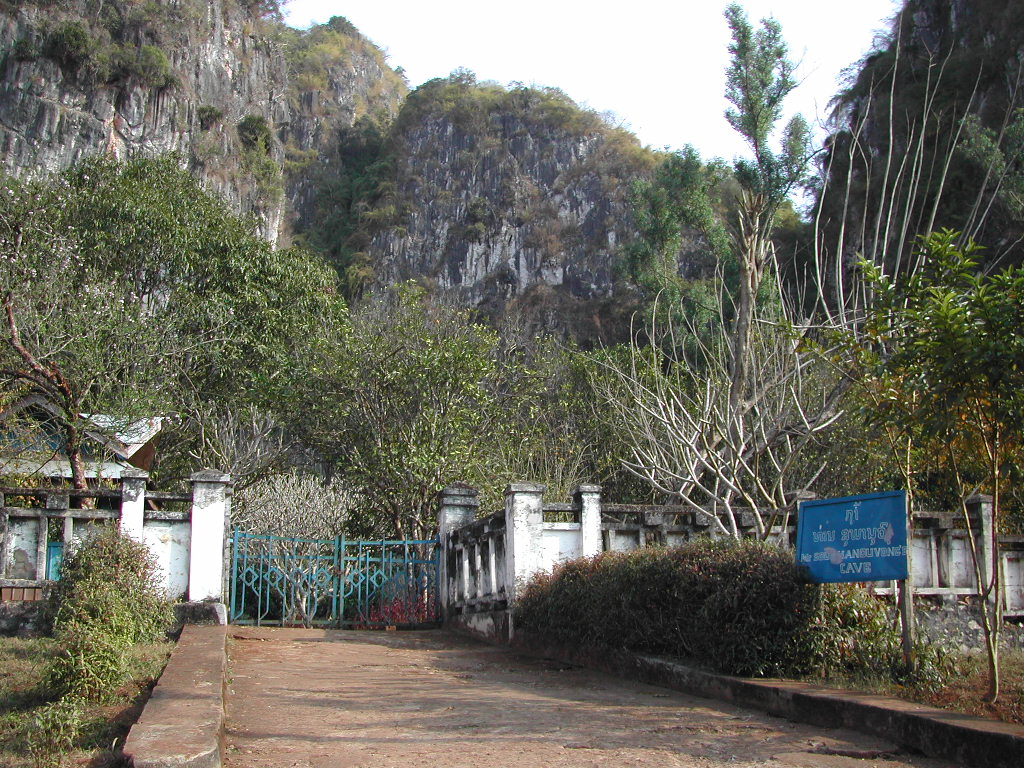
Vieng Xay, l'esterno della grotta dove visse Souphanuvong

Nel 1960, il conflitto si fuse con la guerra del Vietnam, facendo dell'Indocina un unico teatro di guerra. I nord-vietnamiti cominciarono la costruzione del sentiero di Ho Chi Minh, che in buona parte attraversava le regioni montuose laotiane, per infiltrare uomini e garantire rifornimenti alle truppe impegnate nella guerriglia nel Vietnam del Sud. Souphanouvong continuò anche a lavorare per la pace, promuovendo una conferenza internazionale che non ebbe successo ed ottenne nel 1962 un ministero nel nuovo governo di unità nazionale di Souvanna Phouma, che nel 1964 venne nuovamente rovesciato dalle destre.
Il completamento del sentiero di Ho Chi Minh spinse gli americani ad intraprendere la più grande campagna di bombardamenti dai tempi della II Guerra Mondiale. L'inaudito volume dei bombardamenti costrinse le forze del Pathet Lao ad asserragliarsi dal 1964 al 1973 nelle grotte di Vieng Xay, in provincia di Houaphan. Per tutti gli anni che seguirono il conflitto laotiano si sviluppò su due fronti, quello della Piana delle Giare, nella provincia di Xiangkhoang, teatro di innumerevoli scontri tra le forze comuniste e quelle filo-americane, ed il sentiero di Ho Chi Minh, che divenne sempre più importante nello sgretolamento del regime sudvietnamita. Di pari passo, i bombardamenti aerei divennero sempre più drammatici.

### Termine del conflitto e trionfo del Pathet Lao
Quando il 30 marzo 1972 l'esercito di Hanoi lanciò nel Vietnam del Sud l'Offensiva Nguyen Hue, il massiccio supporto aereo statunitense in difesa dei sud-vietnamiti comportò la riduzione dei raid in Laos settentrionale. Senza i bombardamenti americani, i comunisti raggiunsero ulteriori conquiste nel nord durante l'anno, ma non riuscirono a sopraffare le forze governative. In novembre Souphanouvong acconsentì ad incontrare rappresentanti del governo laotiano per un nuovo cessate il fuoco. Gli Stati Uniti uscirono dal Laos nel 1973 come stabilito negli accordi di pace di Parigi.
I nord-vietnamiti non furono obbligati a rimuovere le proprie forze in virtù del trattato. Per salvarsi dalla capitolazione, il governo laotiano fu costretto a far entrare nella propria compagine rappresentanti del Pathet Lao, dopo che gli statunitensi cominciarono a diminuire l'appoggio militare ai sud-vietnamiti e a defilarsi. Il primo ministro laotiano Souvanna Phouma, stanco e demoralizzato, annunciò da Parigi nel 1974 il ritiro dalla vita politica, ma Souphanouvong gli chiese di restare ancora Primo Ministro.
Dopo anni di scontri, nel 1975 la presa di Saigon da parte dei Viet Cong e la conseguente ritirata statunitense spianarono definitivamente la strada al Pathet Lao che, il 2 dicembre del 1975, rovesciò il regime monarchico di re Savang Vatthana ed istituì la Repubblica Popolare Democratica del Laos.

### Presidente della Repubblica Popolare Democratica del Laos
Souphanouvong fu il primo Presidente della seconda repubblica laotiana, dopo essere stato ministro in quella del 1945 del Lao Issara. Dopo le dimissioni di Souvanna Phouma, la carica di primo ministro fu affidata a Kaysone Phomvihane, leader dell'area più radicale del Pathet Lao e fondatore del Partito Rivoluzionario del Popolo Lao. Souphanouvong era al terzo posto nella gerarchia del partito ed ottenne la rappresentativa carica di presidente in virtù della sua appartenenza alla famiglia reale.
Il Pathet Lao tentò di appianare le discriminazioni etniche che si erano venute a creare nell'era monarchica, ma punì duramente i guerriglieri hmong che avevano collaborato con francesi ed americani. I hmong intrapresero una nuova guerriglia che sarebbe rimasta ancora attiva negli anni 2000. La dura rappresaglia governativa portò nel 1977 all'internamento della famiglia reale, accusata di spalleggiare le attività dei ribelli, in un campo di rieducazione nella Provincia di Houaphan, dove la maggior parte dei reali laotiani sarebbe morta negli anni seguenti. Il periodo in cui Souphanouvong fu presidente, in regime di partito unico, fu all'insegna di una rigida autarchia con il solo supporto del Vietnam e dell'Unione Sovietica, senza nessuna concessione all'economia di mercato. Pur in condizioni di ristrettezze economiche aggravate dalla cosiddetta "fuga di cervelli", il paese mantenne una certa stabilità politica interna.

### Morte
Costretto a dimettersi nel 1986 per gravi motivi di salute, cedette la carica a Kaysone Phomvihane ma conservò il suo posto nel Comitato Centrale del partito fino al 1991. Morì a Vientiane il 9 gennaio 1995 per un problema cardiaco. 

## Vita privata
Sposò in giovane età Le Thi Ky Nam, una vietnamita comunista che avrebbe esercitato influenza sulle sue decisioni. La coppia ebbe 10 figli. .